# Ministerstwo Gospodarki Morskiej
Ministerstwo Gospodarki Morskiej – polski zniesiony urząd administracji rządowej obsługujący ministra właściwego do spraw działu administracji rządowej gospodarka morska (od 2 marca dodatkowo dział rybołówstwo).
Ministerstwo zostało utworzone rozporządzeniem Rady Ministrów z 5 maja 2006 r. (wchodzącym w życie dzień później z mocą obowiązującą tego samego dnia) na podstawie wydzielenia z przekształconego Ministerstwa Transportu i Budownictwa. Zniesione zostało rozporządzeniem Rady Ministrów z 16 listopada 2007 r., komórki organizacyjne włączono w nowe Ministerstwo Infrastruktury.

## Kierownictwo (na dzień zniesienia ministerstwa)
- Marek Gróbarczyk (bezpartyjny) – minister gospodarki morskiej od 13 sierpnia 2007 do 16 listopada 2007
- Piotr Zalewski – podsekretarz stanu ds. transportu morskiego od 25 sierpnia 2007 do 28 listopada 2007
- Grzegorz Hałubek – podsekretarz stanu ds. rybołówstwa od 31 sierpnia 2007 do 3 grudnia 2007
- Sławomir Lewandowski – dyrektor generalny
- Ireneusz Fryszkowski – szef gabinetu politycznego ministra
- Ireneusz Mikołajek – asystent ministra
- Marian Szołucha – rzecznik prasowy

## Struktura organizacyjna
W skład ministerstwa wchodzi Gabinet Polityczny Ministra oraz następujące komórki organizacyjne:
- Biuro Ministra;
- Departament Transportu Morskiego
- Departament Bezpieczeństwa Morskiego
- Departament Rybołówstwa
- Departament Funduszy Unijnych
- Biuro Prawne
- Biuro Spraw Europejskich i Współpracy Międzynarodowej
- Biuro Dyrektora Generalnego
- Biuro Spraw Obronnych i Ochrony Informacji Niejawnych
- Stanowisko do Spraw Audytu Wewnętrznego

Jednostki organizacyjne podległe ministrowi lub nadzorowane:
- Akademia Morska w Gdyni
- Akademia Morska w Szczecinie
- Instytut Morski w Gdańsku
- Izba Morska w Gdańsku z siedzibą w Gdyni
- Izba Morska w Szczecinie
- Morska Służba Poszukiwania i Ratownictwa w Gdyni
- Odwoławcza Izba Morska w Gdańsku z siedzibą w Gdyni
- Urząd Morski w Gdyni
- Urząd Morski w Słupsku
- Urząd Morski w Szczecinie
- Instytut Rybactwa Śródlądowego im. Stanisława Sakowicza w Olsztynie;
- Morski Instytut Rybacki w Gdyni;
- Okręgowy Inspektorat Rybołówstwa Morskiego w Gdyni;
- Okręgowy Inspektorat Rybołówstwa Morskiego w Słupsku;
- Okręgowy Inspektorat Rybołówstwa Morskiego w Szczecinie.

## III Rzeczpospolita(2006–2007)

### Ministrowie Gospodarki Morskiej Rzeczypospolitej Polskiej

Herb Polski

| Lp. | Zdjęcie                     | Imię i nazwisko (partia polityczna) | Objęcie urzędu | Złożenie urzędu | Długość urzędowania | Rząd                           |
| --- | --------------------------- | ----------------------------------- | -------------- | --------------- | ------------------- | ------------------------------ |
| 1.  |                             | Rafał Wiechecki (LPR) (ur. 1978)    | 5 V 2006       | 13 VIII 2007    | 465 dni             | Rząd Kazimierza Marcinkiewicza |
| 1.  | Rząd Jarosława Kaczyńskiego | Rafał Wiechecki (LPR) (ur. 1978)    | 5 V 2006       | 13 VIII 2007    | 465 dni             |                                |
| 2.  |                             | Marek Gróbarczyk (ur. 1968)         | 13 VIII 2007   | 16 XI 2007      | 95 dni              |                                |